# Free Uzi
Free Uzi (с англ. — «Свобода Узи») — сингл Lil Uzi Vert. Он был выпущен 28 марта 2019. Согласно iTunes песня была выпущена только под именем Lil Uzi Vert.

## История
Вскоре после того, как Uzi начал показывать свой второй альбом Eternal Atake, он объявил о своём уходе из музыки 11 января 2019 года. Он также заявлял, что удалил весь альбом. 25 марта 2019 года стало известно, что он вернулся в студию для записи новой музыки. Различные источники сообщают об участии лейбла Jay Z Roc Nation в записи. «Free Uzi» вышел три дня спустя. Почти день спустя, песня была удалена из всех потоковых сервисов из-за неочищенного сэмпла G Herbo. Лейбл Lil Uzi Vert утверждал, что песня была выпущена не на законных основаниях.

## Музыкальное видео
Видеоклип вышел одновременно с синглом. Он был спродюсирован Qasquiat.